# KABUKI KOOL
『KABUKI KOOL』（カブキ クール）は、NHKワールドTVで2014年4月から放送されている、日本の歌舞伎を外人にも見てもらえるように解説する鑑賞講座の番組である。
同番組は、松竹が全面監修・取材協力し、実際の歌舞伎の舞台の模様を見ながら、その舞台のあらすじや、登場人物、時代背景、また歌舞伎の舞台裏を支える衣装や和楽器、小道具などを全世界に向けて発信していくもので、毎年10回を1つのシリーズとして制作している。番組は基本日本語で進行しているものを、英訳（ボイスオーバーによる同時通訳）してある。なお2020ｰ2022年度制作の番組は新型コロナウィルス感染予防対策のため、講師の片岡愛之助はスタジオから、聞き手のサラ・オレインは別室のリモートワークで、画像合成により共演する体裁をとって出演していた。

## 放送日時（日本時間）
2022年度
- 水曜日:13:30-14:00（初回）、17:30-18:00
- 木曜日:1:30-2:00（水曜深夜）、8:30-9:00

※特記:大相撲本場所（奇数月）開催期間中は「Grand Sumo Highlight」放送のため休止。

## 歴代の講師
- 市川染五郎[1]
- 中村壱太郎[4]
- 片岡愛之助[2]

## 歴代の聞き手
- 春香クリスティーン[1]
- サラ・オレイン[2]